# 495759 Jandesselberger
495759 Jandesselberger è un asteroide della fascia principale. Scoperto nel 2013, presenta un'orbita caratterizzata da un semiasse maggiore pari a 2,6367459 UA e da un'eccentricità di 0,1304184, inclinata di 13,22479° rispetto all'eclittica.
Dal 4 novembre 2017 al 26 ottobre 2018, quando 516560 Annapolisroyal ricevette la denominazione ufficiale, è stato l'asteroide denominato con il più alto numero ordinale. Prima della sua denominazione, il primato era di 486239 Zosiakaczmarek.
L'asteroide è dedicato al divulgatore scientifico polacco Jan Desselberger.